# Caligula extensa
Caligula extensa är en fjärilsart som beskrevs av Butler 1881. Caligula extensa ingår i släktet Caligula och familjen påfågelsspinnare. Inga underarter finns listade i Catalogue of Life.